# Хажалиев, Аюб Арбиевич
Аюб Арбиевич Хажалиев (род. 11 апреля 1997) — российский дзюдоист, член основной команды сборной России по дзюдо , победитель и призёр чемпионатов России и Европы, мастер спорта России. Выступает в весовой категории до 73 кг.

## Карьера
Чеченец. Воспитанник волгоградской школы дзюдо. Начал спортивную карьеру в 2004 году под руководством Алексея Яковлева . Имеет в коллекции немало различных международных и российских достижений, наиболее выдающимися из которых являются: серебро Казанского Большого Шлема 2021 , серебро Чемпионата Европы по дзюдо до 23 лет в Ижевске , победа на Кубке России по дзюдо в Ханты-Мансийске 2018  и бронза Чемпионата России по дзюдо в Екатеринбурге 2022. 
Окончил Волгоградский государственный аграрный университет.

#### Спортивные результаты
- Кубок России по дзюдо 2018 — ;
- Чемпионат России по дзюдо 2022 — ;
- Серебряный призёр Чемпионата Европы до 23 лет Ижевск 2019
- Серебряный призёр Казанского турнира Большого шлема 2021
- Победитель Кубка Мира по дзюдо в Актау 2019
- Бронзовый призёр Открытого чемпионата Европы 2020 в Софии
- Победитель Клубного чемпионат Европы — Лига Европы Германия, Вупперталь 2017
- Победитель Первенства России по дзюдо до 18 лет Липецк 2014
- Победитель Юниорского Кубка Европы по дзюдо Афины 2016
- Победитель Кубка Европы среди юниоров по дзюдо в Гдыне 2017
- Серебряный призёр Кубка Европы среди мужчин в Оренбурге 2019
- Серебряный призёр Юниорского Кубка Европы Пакш 2016
- Бронзовый призёр Кубка Европы среди юниоров в Каунасе 2016
- Бронзовый призёр Турнира Большого Шлема в Улан-Баторе 2023